# Kotxkovatka
Kotxkovatka (en rus: Кочковатка) és un poble de l'óblast d'Astracan, a Rússia, segons el cens del 2010 tenia 1.597 habitants.